# 보도본부 핫라인
《보도본부 핫라인》은 TV조선에서 매주 월요일 ~ 금요일 오후 1시에 방송 중인 시사 뉴스 프로그램이다.

## 앵커
- 신효섭

## 패널
- 이루라 기자
- 임유진 기자
- 한송원 기자
- 이채림 기자
- 신경희 기자
- 윤서하 기자
- 김창섭 기자
- 신유만 기자
- 이태희 기자
- 서영일 기자
- 윤수영 기자
- 장용욱 기자

## 경쟁 프로그램
- 2시 뉴스외전 (MBC TV)
- 주영진의 뉴스브리핑 (SBS TV)
- 뉴스A LIVE (채널A)